# Brittiska mästerskapet 1888/1889
Brittiska mästerskapet 1888/1889 var den 6:e upplagan av Brittiska mästerskapet i fotboll.

## Tabell
| Nr | Lag       | S | V | O | F | GM | IM | MS  | P |
| -- | --------- | - | - | - | - | -- | -- | --- | - |
| 1  | Skottland | 3 | 2 | 1 | 0 | 10 | 2  | +8  | 5 |
| 2  | England   | 3 | 2 | 0 | 1 | 12 | 5  | +7  | 4 |
| 3  | Wales     | 3 | 1 | 1 | 1 | 4  | 5  | −1  | 3 |
| 4  | Irland    | 3 | 0 | 0 | 3 | 2  | 16 | −14 | 0 |

## Matcher
|  | 23 februari 1889 | England                                                    | 4 – 1 | Wales       | Victoria Ground |       |
|  |                  | Johnny Goodall Fred Dewhurst Jack Southworth Billy Bassett |       | William Owe | Stoke           | Stoke |
|  |                  |                                                            |       |             | Stoke           | Stoke |
|  |                  |                                                            |       |             | Stoke           | Stoke |

|  | 2 mars 1889 | England                                             | 6 – 1 | Irland       | Anfield   |           |
|  |             | John Yates ×3 Alf Shelton Joe Lofthouse John Brodie |       | James Wilton | Liverpool | Liverpool |
|  |             |                                                     |       |              | Liverpool | Liverpool |
|  |             |                                                     |       |              | Liverpool | Liverpool |

|  | 9 mars 1889 | Skottland                                                                       | 7 – 0   | Irland | Ibrox Park                                             |                                                        |
|  |             | Frank Watt 7′, 10′ David Black 25′ William Groves 32′, 50′, 70′ Tom McInnes 88′ | (4 – 0) |        | Glasgow Publik: 6 000 Domare: William Stacey (England) | Glasgow Publik: 6 000 Domare: William Stacey (England) |
|  |             |                                                                                 |         |        | Glasgow Publik: 6 000 Domare: William Stacey (England) | Glasgow Publik: 6 000 Domare: William Stacey (England) |
|  |             |                                                                                 |         |        | Glasgow Publik: 6 000 Domare: William Stacey (England) | Glasgow Publik: 6 000 Domare: William Stacey (England) |

|  | 13 april 1889 | England                | 2 – 3   | Skottland                                         | Kennington Oval                                      |                                                      |
|  |               | Billy Bassett 15′, 17′ | (2 – 0) | 55′ Neil Munro 82′ Jimmy Oswald 90′ James McLaren | London Publik: 10 000 Domare: John Sinclair (Irland) | London Publik: 10 000 Domare: John Sinclair (Irland) |
|  |               |                        |         |                                                   | London Publik: 10 000 Domare: John Sinclair (Irland) | London Publik: 10 000 Domare: John Sinclair (Irland) |
|  |               |                        |         |                                                   | London Publik: 10 000 Domare: John Sinclair (Irland) | London Publik: 10 000 Domare: John Sinclair (Irland) |

|  | 15 april 1889 | Wales | 0 – 0   | Skottland | Racecourse Ground                                    |                                                      |
|  |               |       | (0 – 0) |           | Wrexham Publik: 6 000 Domare: John Sinclair (Irland) | Wrexham Publik: 6 000 Domare: John Sinclair (Irland) |
|  |               |       |         |           | Wrexham Publik: 6 000 Domare: John Sinclair (Irland) | Wrexham Publik: 6 000 Domare: John Sinclair (Irland) |
|  |               |       |         |           | Wrexham Publik: 6 000 Domare: John Sinclair (Irland) | Wrexham Publik: 6 000 Domare: John Sinclair (Irland) |

|  | 27 april 1889 | Irland     | 1 – 3 | Wales              | Ulster Cricket Ground |         |
|  |               | John Lemon |       | ×3 Richard Jarrett | Belfast               | Belfast |
|  |               |            |       |                    | Belfast               | Belfast |
|  |               |            |       |                    | Belfast               | Belfast |